# Johann-Peter-Frank-Haus

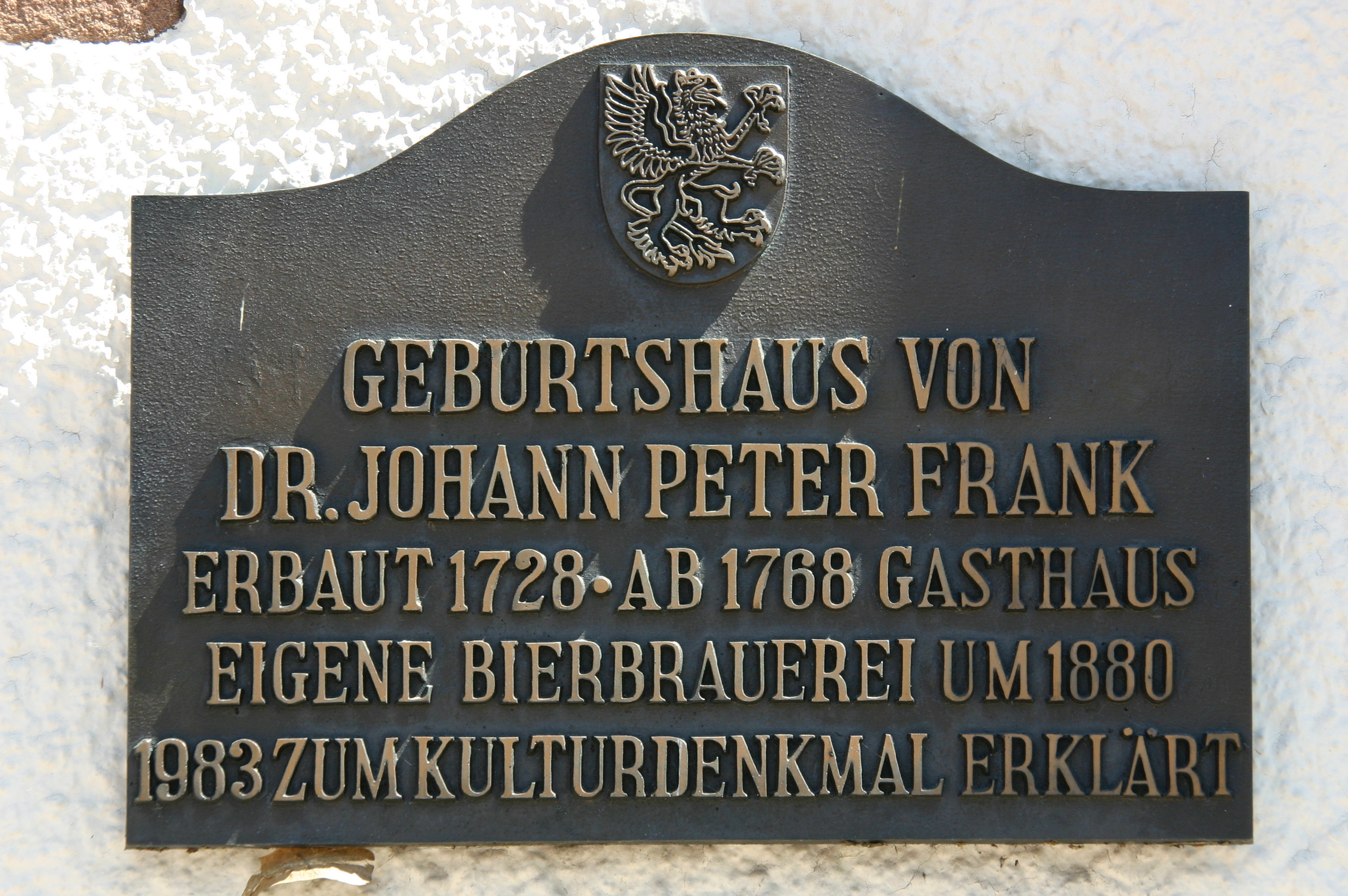
Gedenktafel am Haus

Das Johann Peter Frank-Haus – alternativ Frank’sches Haus genannt – ist ein Bauwerk in Rodalben. Es steht unter Denkmalschutz.

## Lage
Das Gebäude befindet sich im Zentrum der Stadt Rodalben innerhalb der örtlichen Hauptstraße und besitzt die Hausnummer 114. Unmittelbar angrenzend ist der Dr.-Johann-Peter-Frank-Platz, dessen Brunnen und Skulpturen im Jahr 2009 vom Rodalber Künstler Stephan Müller geschaffen wurden. Westlich zweigt die Dr.-Johann-Peter-Frank-Straße ab. Weiter östlich befinden sich weitere denkmalgeschützte Objekte wie das Gräfensteiner Amtshaus, das Gräfensteiner Forsthaus und die katholische Marienkirche. Weiter südlich verläuft die Rodalb.

## Geschichte
Das Haus war 1745 Geburtsort des Arztes und Hygienikers Johann Peter Frank (1745–1821). Ab 1768 fungierte es als Gasthaus, und um 1880 beherbergte es zusätzlich eine Bierbrauerei. 1983 wurde das Bauwerk unter Denkmalschutz gestellt. Das Haus wird von der Johann-Peter-Frank-Gesellschaft geführt. Unterstützung leistete dabei der Politiker Alois Dauenhauer (1929–2022).

## Gebäude
Beim Gebäude handelt es sich um ein stattliches Fachwerkhaus, das teilweise massiv errichtet wurde. Es ist mit der Jahreszahl 1729 bezeichnet. Der Ladeneinbau im Erdgeschoss ist jüngeren Datums.